# Tankerületek Magyarországon
A tankerületeket Magyarországon „a hazai iskolarendszer állami (felekezeten felüli) irányítására és ellenőrzésére” hozták létre az 1770-es években, amikor az uralkodó, Mária Terézia kísérletet tett a magyar közoktatás egységes irányítás alá helyezésére.
Az azóta eltelt kétszázötven év alatt az országgal, a jogrenddel, az iskolával együtt a tankerületek – mint „a magyar állami tanügyigazgatás területi egységei” – 
szerepe, feladatköre és száma is sokat változott. Volt, amikor megszüntették a tankerületeket, majd változott szerepkörrel ismét létrehozták őket. Ez utóbbi történt a 2010-es években is.

## 18. század
„A magyarországi közoktatásügy első, átfogó, állami szabályozása” a Ratio Educationis volt, melyet Mária Terézia 1777. augusztus 22-én királyi rendeletként adott ki. A felvilágosult abszolutizmus kormányzata a Habsburg-monarchián belül a magyar oktatási rendszer korszerűsítésére törekedett és arra, „hogy a közoktatást kivegye az egyházak addig kizárólagos hatásköréből, [és] az állam szolgálatába állítsa… Az állami irányítás elvét a Ratio határozottan kimondja. Csak nem az állam fogalmából, hanem a magyar király jogköréből vezeti le.” A központi irányítást az országon belül a pozsonyi helytartótanács, illetve annak tanulmányi bizottsága vette át.
A Ratio Educationis előkészítéseként keletkezett az 1776. évi augusztus hó 5-én kibocsátott udvari rendelet, mely létrehozta a hazai állami tanügy szervezeti kereteit; tartalma kisebb változtatásokkal átment a Ratioba is. Ez teljes egészében Ürményi József kancelláriai tanácsos, későbbi országbíró műve volt. A rendelethez egy táblázatot csatolt, mely a nyilvános tanintézetek: akadémiák, nagy- és kis-gimnáziumok, nemzeti fő-iskolák országos elosztását tünteti fel. Ez volt az első tankerületi beosztás Magyarországon.
Kilenc tankerület alakult (Erdély nélkül): a pozsonyi, a budai, a győri, a pécsi, a besztercebányai, a kassai, az ungvári, a nagyváradi és a zágrábi tankerület. A tankerületeket királyi tanulmányi főigazgatók kormányozzák. Hatáskörük a kerületükben lévő összes iskolára, – „s általában a tanulmányok és iskolák összes ügyeire kiterjed, minden valláskülönbség és kivétel nélkül.” (383. o.)
A népoktatás még külön nemzeti iskolai felügyelőket is kapott, minden tankerületben egyet, akik a főigazgatók hatósága alatt álltak. Egyik első gondjuk volt, hogy a tankerületükben megszervezzenek egy központi nemzeti iskolát, vagyis normaiskolát 4 osztállyal és a tanítójelöltek képzésére szolgáló szervezettel. Az új tanulmányi kerületi főigazgatók előkelő, tekintélyes urak voltak. (A pozsonyi tankerület élére például Balassa Ferenc gróf helytartótanácsos és titkos tanácsos került.) Az első években személyesen jártak el tisztükben, gyakran látogatták a középiskolákat és fő-iskolákat.

## 19. század
1806-ban I. Ferenc kiadta a második Ratio Educationist. A 19. század első felében az oktatásügy irányítása és ellenőrzése még mindig királyi felségjog volt, a felügyelet szervezeti kerete pedig a tankerületi rendszer maradt. A királyi főfelügyelet továbbra is főként a pozsonyi helytartótanácson (annak tanügyi bizottságán) keresztül érvényesült. A második Ratio Educationis hat tankerületet állapított meg:  a budai, a pozsonyi, a győri, a kassai, a nagyváradi és a zágrábi tankerületet. Élükön tankerületi főigazgatók álltak, akiket főigazgató-helyettesek segítettek. Egy-egy tankerületi főigazgatóhoz 6-14 vármegye is tartozhatott.
1849 után a közoktatásban is erőteljes osztrák abszolutista törekvés érvényesült. A bécsi kultuszminisztériumból kapták az utasításokat az egyes tankerületek, ha még működtek. A tankerületi főigazgatók intézményét az osztrák kormányzat eltörölte, majd 1862-ben megváltozott hatáskörrel újraszervezte, amely így 1868-ig állt fenn.
A kiegyezéssel a tanügy feletti rendelkezés megszűnt királyi felségjog lenni. Eötvös József lett a Vallás- és Közoktatásügyi Minisztérium vezetője. Irányításával 1868-ban megszületett Magyarország első népoktatási törvénye (a népiskolai közoktatás tárgyában), melyet a király december 15-én szentesített. E törvény értelmében népoktatási tanintézetek: az elemi és felsőbb népiskolák, a polgári iskolák és a tanítóképezdék (8. §). A VIII. fejezet (A népiskolai hatóságok) szerint:
123. § Az egész ország vármegyék szerint azoknak megfelelő számú tankerületekre osztatik fel. A királyi városok közül csupán Buda-Pest együtt képez külön tankerületet.
124. § A tankerületbeli összes községi népoktatási intézetek ügyeit az oktatásügyi miniszter által kinevezett tanfelügyelő és az elnöklete alatt álló iskolai tanács kezeli, a hitfelekezeti iskolák felett pedig a tanfelügyelő közbejöttével gyakoroltatik a főfelügyelet.
A 64 tankerület mellett Buda-Pest külön tankerület lett, városrészenként több iskolai községgel. A tankerületi felügyelő – tehát nem főigazgató, mint korábban – a tankerület területén felügyel a törvény végrehajtására. „Az iskolákban az oktatásra és nevelésre való szakszerű felügyeletet, illetőleg a főfelügyeletet gyakorolja.” Egyben a tankerületi iskolai tanács elnöke is.
A népiskolai hatóságokról szóló 1876. évi XXVIII. törvény megerősítette, hogy mindegyik vármegye – a határai között fekvő városokkal együtt – külön tankerületet képez. Budapest főváros külön tankerületet képez. A tankerület élén a tanfelügyelő áll, kivételesen akár több tankerület élén is. „A tankerületekbe tanfelügyelők, segédek és megbízottak akként alkalmazandók, hogy az államkormány ezen közegei minden iskolát évenként legalább egyszer meglátogathassanak.” A felekezeti iskolákban a miniszter általuk gyakorolja az állami főfelügyeletet.
A középiskolákról szóló 1883. évi XXX. törvény az ország középiskoláit területi alapon szervezett 12 tankerületbe osztotta: budapesti, pest-vidéki, pozsonyi, besztercebányai, kassai, kolozsvári, nagyszebeni, debreceni, nagyváradi, szegedi, székesfehérvári, győri tankerület. (A budapesti gyakorló főgimnázium és a fiumei főgimnázium azonban közvetlenül a vallás- és közoktatásügyi miniszter felügyelete alá tartozott.) Mindegyik tankerület élén egy tankerületi főigazgató áll. A 45. § szerint a tankerületi főigazgató a tankerületében levő, a miniszter rendelkezése és közvetlen vezetése alatt álló, valamint a törvényhatóságok és községek, továbbá a társulatok és egyesek által fenntartott középiskolákban felügyel az oktatásra, annak eredményeire és a törvény betartására, végrehajtja, illetve végrehajtatja a törvény és a miniszter rendeleteit. Az érettségi vizsgákat köteles vezetni és azokon elnökölni. A főigazgató személyét a miniszter fölterjesztésére a király nevezte ki. 1883-ban az országban 179 középiskola működött (közülük 72 csonka volt). A 179-ből 114 iskola felett az állami felügyeletet a tankerületi királyi főigazgatók gyakorolták.

## 20. század
Az 1916. évi reform a leányközépiskolákat is a tankerületi főigazgatók felügyelete alá helyezte. A trianoni békeszerződés után a középiskolai tankerületek száma tizenkettőről előbb hatra, majd ötre csökkent. 1919-ben, a Tanácsköztársaság idején a tanügyi igazgatást is átszervezték. A tankerületi főigazgatóságok, tanfelügyelőségek helyett országszerte művelődési osztályokat alakítottak a városokban, járásokban, megyékben és a budapesti kerületekben.
„Az 1935. évi VI. tc. a közoktatásügyi igazgatásról a korábbi egymástól független népiskolai és középiskolai tankerületeket, a polgári iskolai főigazgatóságokat, sőt a szakiskolai felügyeletet egyetlen szervezetbe vonta össze”. A korábbi öt tankerület helyett nyolcat hozott létre:
1. § (1) Közoktatásügyi igazgatás és nevelésügyi felügyelet szempontjából az ország területe nyolc tankerületre tagozódik: budapesti, budapest-vidéki, székesfehérvári, szombathelyi, pécsi, szegedi, debreceni, miskolci tankerület.
Minden tankerület élén egy-egy tankerületi királyi főigazgató állt, aki „a közoktatásügyi igazgatás vezetője, a nevelés és oktatás irányítója.” Hatásköre kiterjedt a tankerületében levő középiskolákra, középfokú iskolákra, szakiskolákra, népiskolákra stb.
A törvény értelmében a tankerület népoktatási kerületekre tagozódik. A népoktatási kerület egy-egy vármegye és a határain belül eső törvényhatósági jogú város (városok) területét foglalja magában. Budapest területe, valamint Kecskemét és a vármegye egy részének területe is külön népoktatási kerületet alkot. A népoktatási kerület élén a királyi tanfelügyelő áll. Továbbá a középiskolák tanulmányi felügyeletében tanulmányi felügyelők, a népiskolák és óvodák tanulmányi felügyeletében körzeti iskolafelügyelők működnek közre.
1949-ben az 1935. évi törvényt hatályon kívül helyezték és a nyolc tankerület helyett megyénként szerveztek tankerületi főigazgatóságokat. Ezek előkészítették a tanügyigazgatásnak a tanácsrendszerbe való beillesztését. 1950 után a megyei tankerületek a tanácsok művelődési osztályainak irányítása alá kerültek.
A rendszerváltás után megszületett az 1993. évi LXXIX. törvény a közoktatásról. Az 1994 tavaszán kiadott miniszteri rendelet alapján tankerületi oktatásügyi központok jöttek létre azzal a céllal, hogy az oktatásügyben segítsék az irányítói tevékenységet és az iskolák szakmai munkáját. Ezek a korábbi regionális oktatásügyi központok jogutódjai voltak. A rendelet nem tesz említést tankerületekről. A mellékletében megállapított nyolc központ (budapesti, közép-magyarországi, kelet-magyarországi, észak-magyarországi, dél-magyarországi, dél-dunántúli, közép-dunántúli, észak-dunántúli) mindegyikének illetékességi területe 2-3 megye, illetve az első esetében Budapest volt. Mire a hálózatuk bő egy év alatt kiépült, az 1995. évi LXXXV. törvény novemberben megszüntette a tankerületi oktatásügyi központokat, jogutódjuk az Országos Közoktatási Intézet lett.

## 2010 után
2012. szeptember 1-jén lépett hatályba a nemzeti köznevelésről szóló A 2011. évi CXC. törvény. Ezt követte a 2012. évi CLXXXVIII. törvény, melynek értelmében az addig a helyi önkormányzatok fenntartásában lévő oktatási intézmények (jellemzően: iskolák) „köznevelési feladatellátását” az állam vette át.

### Tankerületek
Az oktatásügy centralizációja során a kormányzat a Klebelsberg Intézményfenntartó Központról szóló rendelettel (2016. december 31-ig volt hatályban) ismét létrehozta a tankerület(ek)et. A Klebelsberg Intézményfenntartó Központ (KLIK) az oktatásért felelős miniszter irányítása alatt működő központi hivatal volt, központi és területi szervekből állt. Különféle területi szerveit nevezi tankerületnek a fenti jogszabály. Kezdetben csak a tankerületet és a megyeközponti tankerületet említette, utóbbiak a megyeszékhelyeken működtek (kivéve Pest megyét, ahol Cegléden). A rendelet szerint a tankerület az illetékességi területén működő általános iskolák, alapfokú mûvészeti iskolák és gimnáziumok meghatározott fenntartói feladatait látja el. „A tankerület illetékességi területe azonos a járás illetékességi területével.” [2. § (1), (2), (6)].
A rendelet későbbi módosítása (csak 2015. január 1-jétől volt hatályban) négy féle területi szervet sorol fel:
a járási, a fővárosi kerületi, a fővárosi és a megyeközponti tankerületet. Ezen tankerületek illetékességi területe megegyezett az adott járás, fővárosi kerület, a főváros, illetve a megye közigazgatási területével. Az intézményfenntartó központot elnök, a tankerületeket tankerületi igazgató vezette.
A KLIK szervezeti és működési szabályzatában közölt táblázat a megyeközponti tankerületek alatt 19, a járási és fővárosi tankerületek alatt 179, összesen tehát 198 tankerületet tüntet fel. Egy tanulmány szerint: „Kizárólag a tanügyigazgatással foglalkozó, a közigazgatás rendszerétől elkülönült szervezet a második világháborút megelőzően működött Magyarországon nyolc tankerülettel, élükön a tankerületi királyi főigazgatóval. A jelenlegi szabályozás ezt a több mint hetven éves igazgatási formát elevenítette fel.” 2014-ben 2279 általános iskola működött Magyarországon, nagy többségük a KLIK fenntartásában.

### Tankerületi központok
A 2016. évi LXXX. törvény döntött a KLIK megszüntetéséről és jogutódjaként tankerületi központok alakításáról. Eszerint a korábban a KLIK fenntartásába került köznevelési intézményeknél „megszüntetik a fenntartói és a működtetői feladatok szétválasztását,” és ezeknél a működtetői feladatokat is az állam látja el.
A Klebelsberg Központról szóló 134/2016. (VI. 10.) Korm. rendelet értelmében 2017. január 1-jei hatállyal a KLIK-ből a területi szervei (a tankerületek) kiváltak és beolvadtak az újonnan létrehozott tankerületi központokba. Maga a KLIK azóta Klebelsberg Központ (KK) néven és jelentősen megváltozva folytatja tevékenységét [15. § (1)]. A megszűnt KLIK jogutódjai – a fenntartásukba került köznevelési intézmények (iskolák) tekintetében – a tankerületi központok lettek.
A tankerületi központ a miniszter irányítása és a Klebelsberg Központ középirányítása alá tartozó központi hivatal, költségvetési szerv. A feladatellátási területére kiterjedő illetékességgel látja el tevékenységét. [9. § (1)]. A tankerületi központot a tankerületi igazgató vezeti, akinek személyét a Klebelsberg Központ elnökének javaslatára a miniszter nevezi ki, illetve menti fel.
2017. január 1-jétől nincsenek tankerületek. Az egy hónappal korábban, 2016. november 30. napjával létrejött tankerületi központok „az állami köznevelési közfeladat ellátásában fenntartóként részt vevő szervek”. Számos más szerepük mellett a Klebelsberg Központ rajtuk keresztül „biztosítja a központi, ágazati oktatáspolitikai szakmai iránymutatások tankerületi központokban történő egységes érvényesülését” is [2. § (3)].
A 198 tankerület helyett az új szervezeti struktúrában 60 tankerületi központ jött létre (köztük 6 budapesti székhellyel); akár 60-80 iskola is tartozhat egy központhoz. Egy tanulmány szerint a Klebelsberg Központ középirányítóként várhatóan többnyire ugyanazokat a feladatokat látja majd el, mint a korábbi KLIK. „A források ugyan az 59 szervezeti egység között lesznek szétosztva, de ennyi jogosítvánnyal érdemben az országos központ irányít majd, hiába lesz külön tankerületi igazgató.” A fenti 134/2016. (VI. 10.) Korm. rendelet 1. sz. melléklete részletesen meghatározza, hogy az egyes tankerületi központok feladatellátási területe mely járásokra – egy-egy tankerületi központ 1–5 járásra –, illetve Budapesten mely kerületekre terjed ki.